# Louisa Stuart

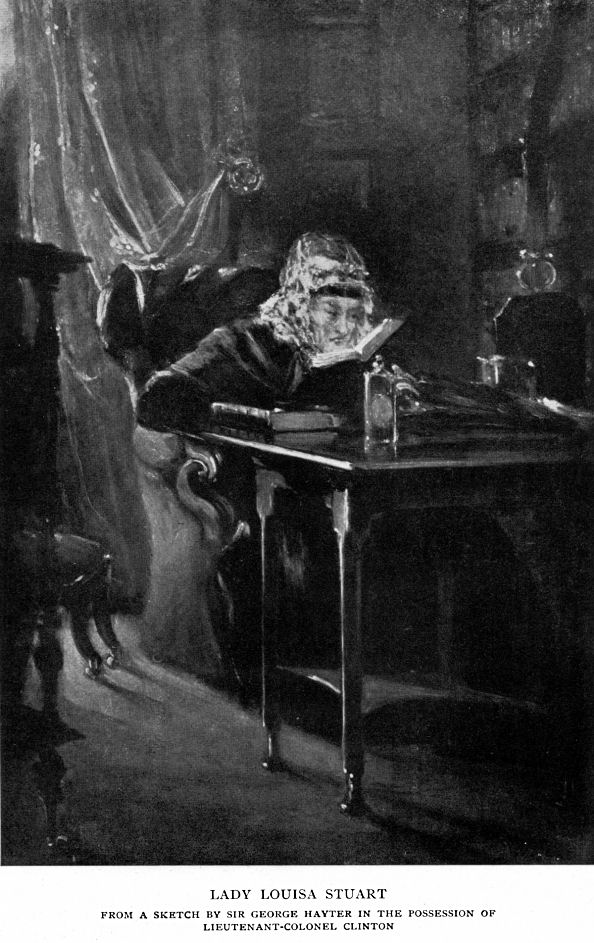
Lady Louisa Stuart im Alter von 93 Jahren, gemalt von George Hayter (1851)

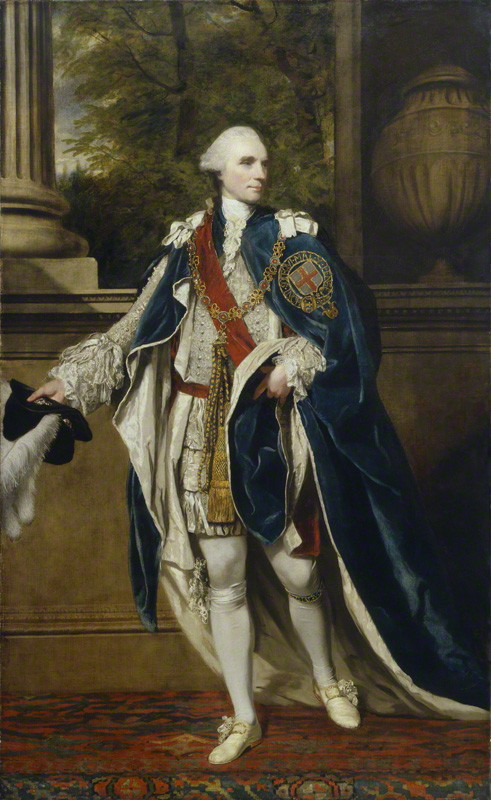
Lady Louisas Vater, John Stuart, 3. Earl of Bute

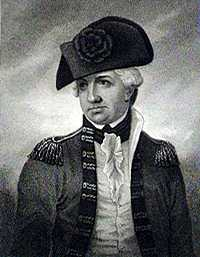
William Medows

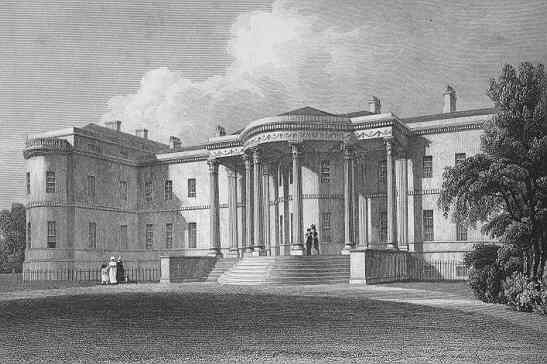
Familiensitz der Stuarts in Luton Hoo

Lady Louisa Stuart (* 12. August 1757; † 4. August 1851 in London) war eine britische Schriftstellerin.

## Leben
Louisa Stuart war das jüngste der elf Kinder – sechs Töchter und fünf Söhne – von John Stuart, 3. Earl of Bute (1713–1792), der zur Zeit ihrer Geburt einer der engsten Freund des künftigen Königs Georg III. war. Ihre Mutter war Mary, eine Tochter der Schriftstellerin Mary Wortley Montagu. Bute war zwar Schotte, verbrachte aber die meiste Zeit in seinem Stadthaus in London am Berkeley Square. 1762 kaufte er sich ein Herrenhaus in Luton Hoo, Bedfordshire. Von 1762 bis 1763 war Bute Premierminister, musste aber nach scharfer Kritik zurücktreten, lebte fortan auf seinem Familiensitz und widmete sich vor allem der Botanik.
Im Alter von zehn Jahren begann Louisa Stuart, in die Fußstapfen ihrer schriftstellernden Großmutter zu treten. Sie fürchtete ihre Geschwister, die sich wegen ihrer Gelehrsamkeit über sie lustig machten. Zwar besuchte sie später gemeinsam mit ihrer Mutter gesellschaftliche Anlässe der Londoner Gesellschaft, verfolgte aber auch aufmerksam das aktuelle Literaturgeschehen und korrespondierte mit Freunden. Von Kind an besaß sie eine großartige Beobachtungsgabe und trug ihre Beobachtungen in Notizbücher ein, die erhalten sind.
Als Lady Louisa 13 Jahre alt war, verliebte sie sich in ihren Großcousin William Medows (1738–1813), der zu diesem Zeitpunkt 41 Jahre alt war. Louisas Vater empfand diese Verbindung als unpassend und beendete sie. Louisa Stuart war zutiefst enttäuscht. Später im selben Jahr heiratete Medows eine andere Frau.
Offensichtlich verliebte sich Louisa Stuart danach nie mehr, aber sie hatte zumindest zwei Verehrer, Henry Dundas (1742–1811) und John Charles Villiers (1757–1838). Villiers überwältige Louisa Stuart schier mit seiner Bewunderung, und ihre Familie hätte es gern gesehen, wenn sie ihn geheiratet hätte, aber sie entschied, dass eine „Liebesbeziehung ohne Liebe nichts anderes als eine schlechte Angelegenheit ist“ und blieb lebenslang unverheiratet.
Später gab es offenbar falsche Gerüchte, Louisa hätte eine Liebesbeziehung mit dem wesentlich älteren Witwer William Wentworth, 2. Earl of Strafford. In den 1790er Jahren befreundete sie sich mit Walter Scott, der ihr regelmäßig seine Manuskripte zusandte und sie um ihre Meinung bat, die er sehr schätzte. Diese Freundschaft dauerte bis zu Scotts Tod im Jahre 1832.
Louisa Stuart galt nicht als hübsch, aber Fanny Burney schrieb über sie 1786: „Teilweise ist Lady Louisa Stuart ihrer Mutter sehr ähnlich, aber mit einem Benehmen und einem Auftreten, dass unendlich erfreulicher ist; zwar ist sie weit entfernt davon, schön zu sein, aber sie beweist, dass die Vereinigung von Verständnis und Lebendigkeit gelegentlich an die Stelle fehlender Schönheit treten kann.“
20 Jahre lang war Louisa Stuart als Begleiterin ihrer Mutter bei gesellschaftlichen Anlässen unterwegs. Nach deren Tod im Jahre 1794 erwarb sie ein Haus in Marylebone in London, von dem aus sie im Regent’s Park spazieren gehen konnte.  Zuhause saß sie über ihren Büchern und führte ein eher einsiedlerisches Leben, war aber gelegentlich auch gesellig. Sie zerstörte viele ihrer Manuskripte, schrieb aber weiterhin viele Briefe, führte Gespräche und besuchte Herrenhäuser. Wenige Monate vor ihrem Tod wurde sie von George Hayter gemalt. Sie starb in ihrem Londoner Haus wenige Tage vor ihrem 94. Geburtstag. Sie überlebte alle ihre Geschwister, die letzte Schwester um rund 30 Jahre.

## Werk
Aus Angst, ihren Ruf als Dame der höheren Gesellschaft zu beschädigen, wollte Louisa Stuart nicht, dass ihre geschriebenen Werke unter ihrem Namen erschienen, und tatsächlich wurden sie das erst ab 1895, über 40 Jahre nach ihrem Tod. John Gibson Lockharts Buch Life of Sir Walter Scott aus den Jahren 1837/38 enthält einige Briefe von Scott an Louisa Stuart. In einem Brief an seinen Verleger schrieb Scott: „Ich hoffe, Sie haben die gedruckten Seiten von Lady Louisa Stuart erhalten, aber erwähnen Sie um den Preis Ihres Lebens nicht ihren Namen.“
Vieles von dem, was Stuart geschrieben hat, liegt weiterhin nur in der Form unveröffentlichter Memoiren und Briefen vor, die meisten von ihnen an Frauen gerichtet, aber das Interesse an ihr als Zeitzeugin wuchs zum Ende des 19. Jahrhunderts. Von 1895 bis 1898 gab Mrs. Godfrey Clark drei Bände mit Stuarts Schriften heraus Gleanings from an Old Portfolio (Correspondence of Lady Louisa Stuart) und 1899 folgte Lady Louisa Stuart: Selections from her Manuscripts, herausgegeben von James A. Home. 1901 und 1903 wurden in Edinburgh zwei Bände Letters of Lady Louisa Stuart to Miss Louisa Clinton publiziert.
1827 verfasste Louisa Stuarts die Lebensgeschichte von Lady Mary Coke, der Ehefrau von Edward Coke, Viscount Coke. Sie beschrieb Lady Mary als tugendhafte Frau, die unter einem brutalen Ehemann litt, aber auch als tragische Figur mit Paranoia. Ihr Essay Biographical Anecdotes of Lady M. W. Montagu(Anonym veröffentlicht in der 1837er Ausgabe von Lady Mary Wortley Montagus Letters and Works) beschäftigte sich hauptsächlich mit dem politischen Werk von Lady Marys Ehemann Edward Wortley Montagu, um auf diesem Wege ihre eigenen Ansichten über die damaligen Politiker Montagu, Robert Walpole, Robert Harley, 1. Earl of Oxford and Mortimer, George Savile, 1. Marquess of Halifax, die Whigs und die Torys darzulegen und ihre Loyalität mit den Torys kundzutun. Angeregt durch die Poesie von Scott, Alexander Pope und Samuel Johnson schrieb Louisa Stuart auch Gedichte sowie Fabeln und Balladen.
Louisa Stuart war kein „Blaustrumpf“, und obwohl ihre Werke auch Anflüge von boshaftem Humor haben, gab es keine gegenseitige Zuneigung. Als wohlerzogene Lady hegte sie stille Verachtung für Elizabeth Montagus Gepflogenheit, Menschen in die Gesellschaft einzuführen, die außerhalb der höheren Kreise geboren waren. Sie machte sich zudem lustig über „Universität-Genies, die nichts haben außer einem Buch in ihrer Hosentasche“. Sie schrieb: „Die einzigen Blaustrumpf-Treffen, denen ich selbst jemals beiwohnte, waren solche von Mrs. Walsingham und Mrs. Montagu. Letzteres zu besuchen war allerdings wie das Schöpfen aus einer Quelle [...].“
Professor Karl Miller würdigt Louisa Stuarts Werk im Oxford Dictionary of National Biography als „großartig“, aber spricht auch ihre Widersprüchlichkeit an. Sie sei sowohl für als auch gegen die weibliche Emanzipation gewesen, und während sie einerseits die alte gesellschaftliche Ordnung bevorzugte und eine Aversion gegen das gemeine Volk hatte, bewunderte sie andererseits „schlichten menschlichen Wert“. Miller spricht von Stuart als „die am wenigsten bekannte, aber, ohne Zweifel, eine der guten Schriftstellerinnen ihrer Zeit.“ Die Literaturwissenschaftlerin Jill Rubinstein beschreibt sie als „Tory bis auf die Knochen, die niemals den Schmerz vergessen hatte, der durch die verleumderischen persönlichen Angriffe von Wilkes und anderen auf ihren Vater verursacht worden war“ und vergleicht ihre politische Einstellung der von Walter Scott: „Ein prinzipientreuer und gleichbleibender Konservatismus.“

## Schriften
- Biographical Anecdotes. Anonym gedruckt. In: Lady Mary Wortley Montagu’s Letters and Works[11]
- Gleanings from an Old Portfolio. Correspondence of Lady Louisa Stuart. Hrsg. v. Mrs Godfrey Clark. 3 Bände, Privatdruck. 1895–1898
- Lady Louisa Stuart: Selections from her Manuscripts. Hrsg. v. the Hon. James A. Home. New York & London. Harper Brothers 1899[12]
- Letters of Lady Louisa Stuart to Miss Louisa Clinton. Hrsg. v. the Hon. James A. Home. Edinburgh. D. Douglas. 2 Bände. 1901 and 1903[7]
- The Letters of Lady Louisa Stuart, selected and with an Introduction by R. Brimley Johnson. London. John Lane The Bodley Head. 1926